# I'm Not Your Toy (La Roux)
I'm Not Your Toy (in italiano: non sono il tuo giocattolo) è il quarto singolo dei La Roux, la quale uscita è stata ufficialmente resa nota il 27 agosto via e-mail dal sito ufficiale. Il singolo comprendeà due remix della canzone, Jack Beats Remix e Data Remix.

## Tracce
1. I'm Not Your Toy - (Album version)
2. I'm Not Your Toy - (Jack Beats Remix)
3. I'm Not Your Toy - (Data Remix)